# فرقة بساطة
فرقة بساطة فرقة غنائية مصرية، كونها الفنان التشكيلى والموسيقار نبيل لحود في يناير سنة 2008.

## شعار فرقة بساطة
مزيكا وغُنا من هنا
"هنغنى للحب ... والحاجات التانية"

## أعضاء فرقة بساطة
- إيهاب عبد الواحد الملحن
- ماريز لحود المغنية وعازفة جيتار وعود
- إيهاب سمير عازف الشيللو
- أمير سمير عازف الكمان وموزع الفريق
- مايكل فؤاد عازف القانون
- محمد العشري عازف باص جيتار
- رائد سيكا عازف الإيقاع
- هانى سيكا عازف الإيقاع
- نبيل لحودالملحن وعازف العود

## أشهر أغاني فرقة بساطة
- الحقيني
- كلمتين لمصر
- آباتشي
- ادي الحكاية
- رباعيات
- جنب الحيط
- بمبونايه
- ما تلومنيش
- يحكي ان
- مش كفايه
- ابله فضيله
- الحق واجري
- قدام مدرستى
- الكتكوت
- كلمة حق
- مهما حاولوا
- صندوق نحاس
- مقدمه حنان حنين
- نهايه حنان حنين
- فرحان

## شعراء فرقة بساطة
- إسلام حامد
- د.سامى رفاعى
- محمد سرحان
- عادل سلامة
- وديع لحود
- عبد الحميد الحباك
- كمال كامل
- سالم الشهبانى
- هشام الجخ
- خميس عز العرب

## أشهر الفرق الغنائية المصرية في السبعينيات
- فرقة النهار
- فرقة المصريين
- فرقة الأصدقاء
- فرقة الچيتس
- فرقة الفور إم
- فرقة طيبة
- البلاك كوتس "The Black Coats"
- ليه بتى شاه "LES PETITS CHATS”

## وصلات خارجية
موقع فرقة بساطة  على فيسبوك.

## أنظر أيضًا
- فرقة وسط البلد
- المغنى خانة
- كايروكي
- فريق مسار إجباري
- فرقة الطنبورة